# Костёл кларисок (Львов)
Костёл клари́сок — памятник архитектуры во Львове (Украина), расположен на площади Мытной.
Костёл был построен в 1607 году. Документальных сведений об авторе здания не сохранилось. Основываясь на анализе архитектурных форм и декора фасада, исследователи считают его работой Павла Римлянина.
Свой нынешний вид здание приобрело в 1938—1939 годах, после реставрации, которой руководил архитектор Антоний Лобос; тогда была достроена также башня. Костёл трёхнефный, с прямоугольной апсидой и высокой башней на фасаде. Суровый облик северному фасаду придают дорический фриз и пилястры.
Австрийский император Иосиф II конфисковал костёл и монастырь, которые затем были приспособлены под военный госпиталь. В междувоенный период польские власти использовали монастырь и костёл с теми же целями.

В советское время здание было передано Львовской картинной галерее, как выставочный зал современного искусства, теперь здесь расположен выставочный зал работ скульптора Иоанна Пинзеля.

Детали фасада
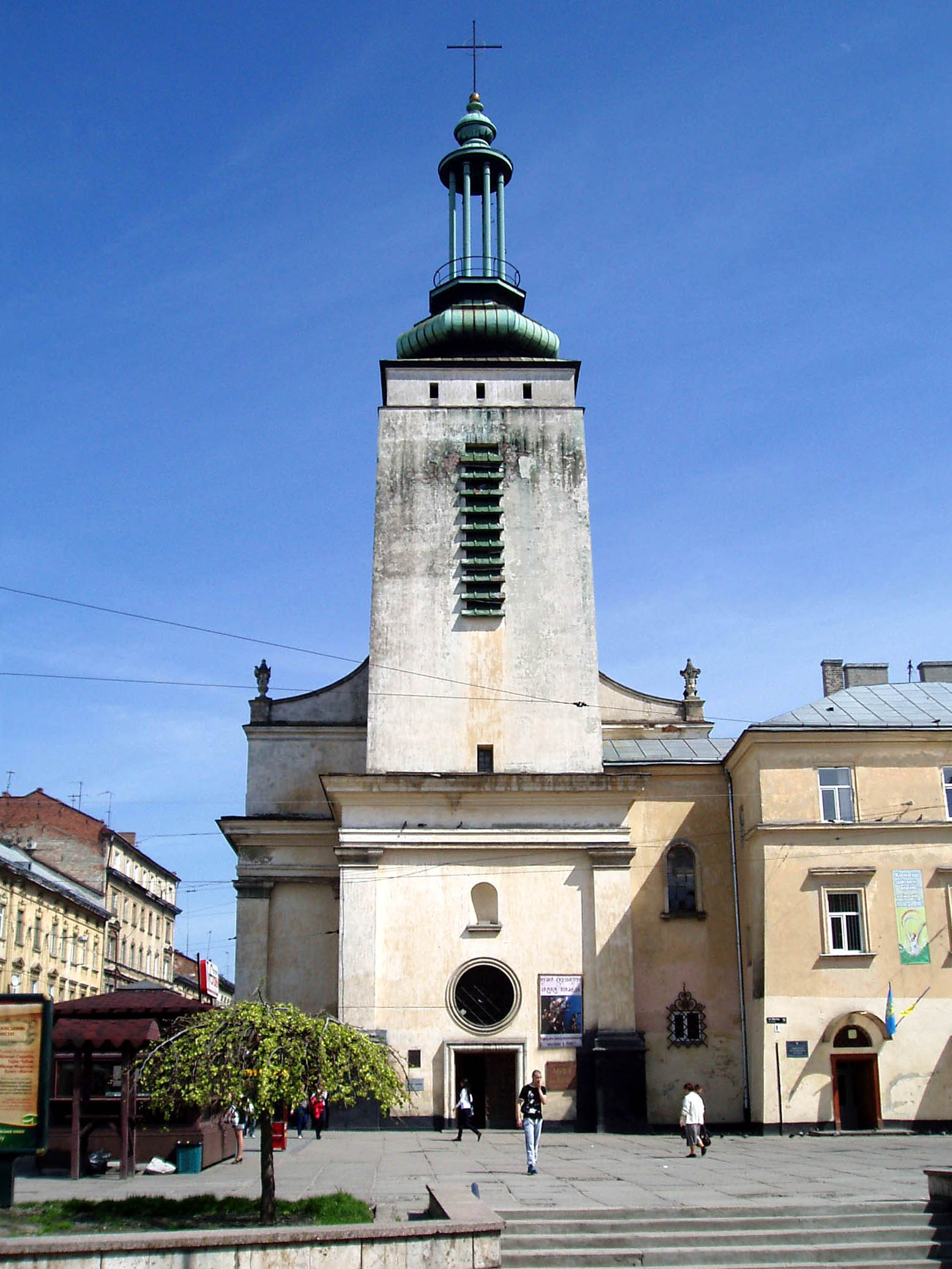
Главный фасад
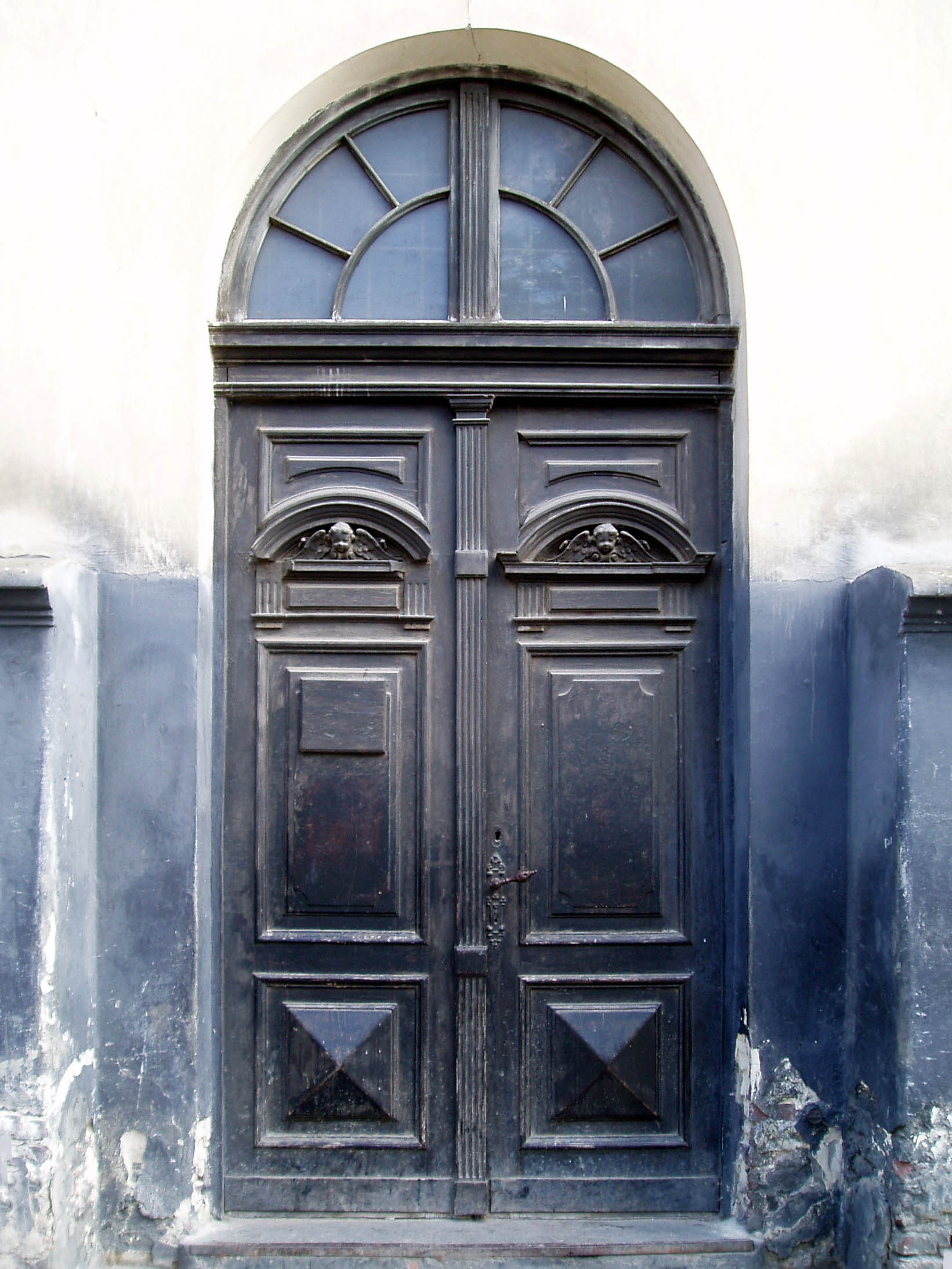
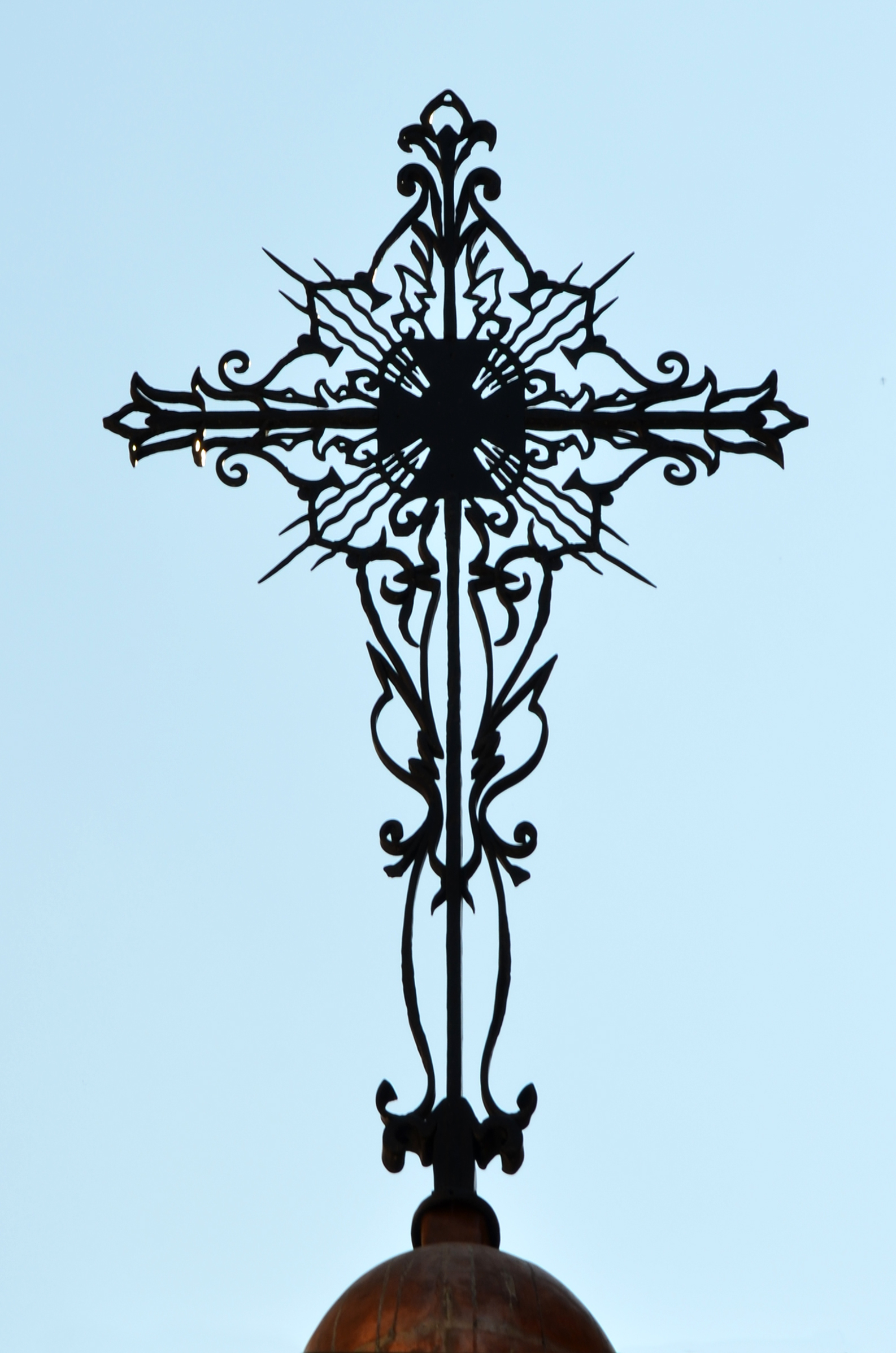
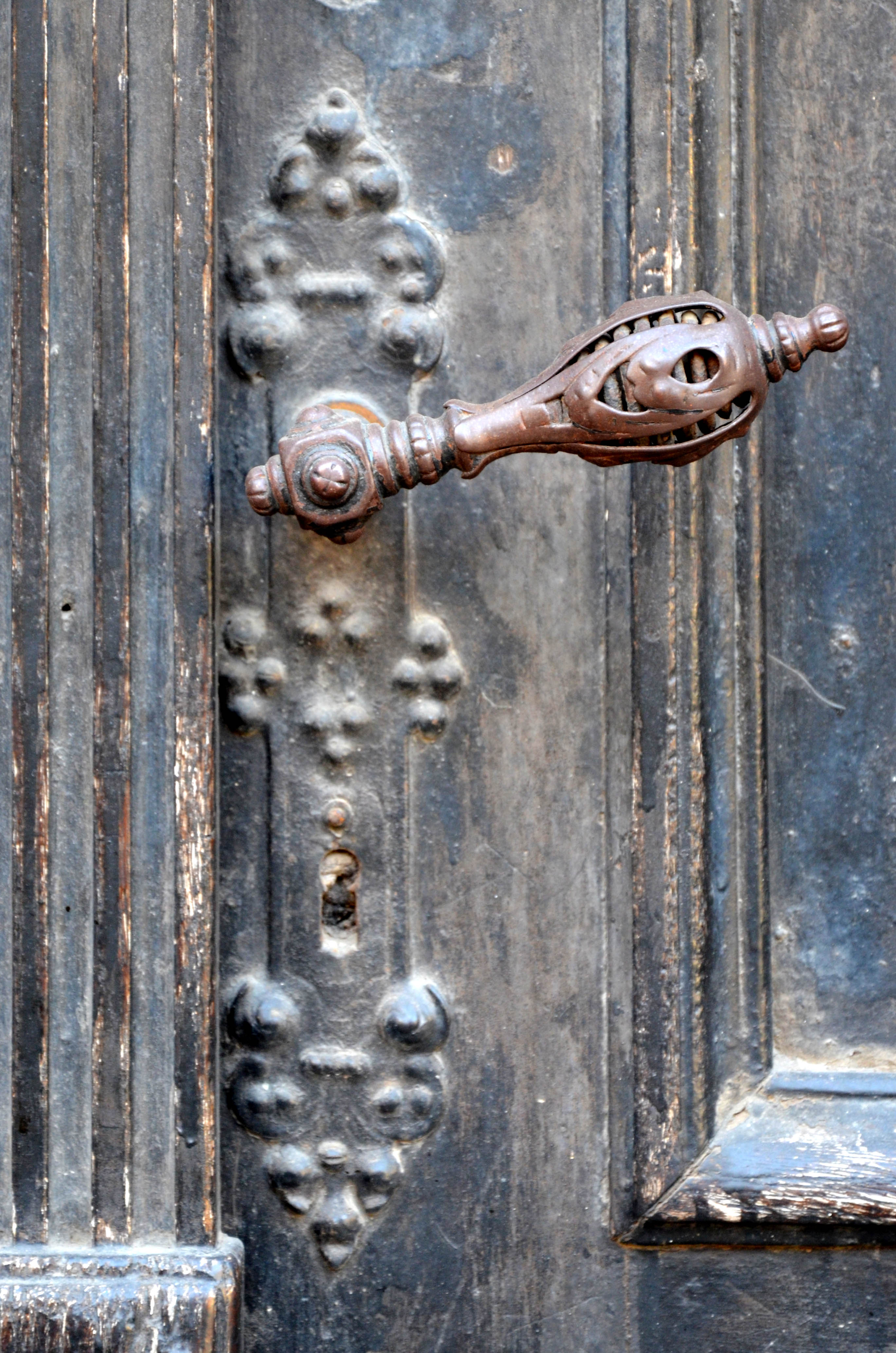